# NEWS ZONE
『NEWS ZONE』（ニュース・ゾーン）は、日経CNBCで毎週月曜から金曜日（市場休場日除く）の夜に放送されていた経済報道番組である。

## 番組内容
2013年3月28日放送分で終了となり、同4月1日から21:00からに繰り上げて「NEWS CORE」としてリニューアルされた。

## 放送時間
- 月曜日 - 金曜日 21:30 - 22:25
- 再放送：23:00 - 23:30（番組前半のみ）

## 出演者
- 安藤幸代（メインキャスター、2013年1月 - ）
- 赤平大
- 石河茉美
- 谷中麻里衣

過去の出演者
- 榎戸教子（メインキャスター）
- 片桐千晶